# Leib-Husaren-Brigade (Deutsches Kaiserreich)
Die 36. Kavallerie-Brigade, ab 1901 Leib-Husaren-Brigade war ein von 1890 bis 1919 bestehender Großverband der Preußischen Armee.

## Geschichte
Das Brigade wurde zum 1. April 1890 in Danzig aufgestellt. Ihr waren das 1. Leib-Husaren-Regiment Nr. 1 und das Husaren-Regiment „Fürst Blücher von Wahlstatt“ (Pommersches) Nr. 5 unterstellt. Gemeinsam mit der 71. und 72. Infanterie-Brigade bildete sie die 36. Division des XVII. Armee-Korps in Danzig.
Durch Kabinettsorder vom 11. April 1901 erfolgte mit Beendigung der Herbstübungen die Umbenennung in „Leib-Husaren-Brigade (Nr. 36)“. Die Nummerierung entfiel am 14. September 1901. Zum gleichen Zeitpunkt schied das Husaren-Regiment „Fürst Blücher von Wahlstatt“ (Pommersches) Nr. 5 aus dem Brigadeverbund wurde durch das 2. Leib-Husaren-Regiment „Königin Viktoria von Preußen“ Nr. 2 ersetzt.

### Erster Weltkrieg
Zu Beginn des Ersten Weltkriegs machte die Brigade mobil und war bis zum 20. August 1916 der 2. Kavallerie-Division unterstellt. Danach hatte sie bis Kriegsende wechselnde Unterstellungen.
Sie war überwiegend an der Westfront eingesetzt. Juni 1917 wurde sie an die Ostfront verlegt, wo sie bis September 1917 kämpfte und in den Westen zurückkehrte.
Nach Kriegsende und Demobilisierung wurde der Brigadestab am 10. April 1919 aufgelöst.

### Kommandeure
| Dienstgrad          | Name                                    | Datum                                                              |
| ------------------- | --------------------------------------- | ------------------------------------------------------------------ |
| Oberst/Generalmajor | Alexander von Wartensleben              | 01. April 1890 bis 13. Juli 1895                                   |
|                     | Benno Moritz                            | 14. Juli 1895 bis 17. August 1896                                  |
|                     | Fedor Rosentreter                       | 18. August 1896 bis 19. Juli 1898                                  |
|                     | Georg von Kleist                        | 20. Juli 1898 bis 13. September 1901                               |
| Generalmajor        | August von Mackensen                    | 14. September 1901 bis 10. September 1903                          |
| Oberst              | Georg von Stangen                       | 11. September 1903 bis 23. April 1904 (mit der Führung beauftragt) |
| Generalmajor        | Georg von Stangen                       | 24. April 1904 bis 2. März 1908                                    |
| Oberst/Generalmajor | Hans Gustav von der Goltz               | 03. März 1908 bis 1. April 1912                                    |
| Generalmajor        | Eberhard von Schmettow                  | 02. April 1912 bis 6. August 1914                                  |
| Oberst              | Wilhelm von Frankenberg und Ludwigsdorf | 07. August bis 30. November 1914                                   |
| Oberstleutnant      | Gebhard von Plotho                      | 25. November bis 20. Dezember 1914 (in Vertretung)                 |
| Generalmajor        | Günther von Etzel                       | 01. Dezember 1914 bis 2. Mai 1915                                  |
| Oberst/Generalmajor | Arthur von Ledebur                      | 03. Mai 1915 bis 14. Juli 1918                                     |
| Oberst              | Arthur von Bredow                       | 15. Juli 1918 bis Kriegsende                                       |